# Negeri Tongging
Negeri Tongging is een bestuurslaag in het regentschap Karo van de provincie Noord-Sumatra, Indonesië. Negeri Tongging telt 262 inwoners (volkstelling 2010).